# Премія НАН України імені А. Ю. Кримського
Премія імені Агатангела Юхимовича Кримського — премія, встановлена НАН України за видатні наукові роботи в галузі сходознавства.
Премію засновано 1990 року постановою Президії НАН України від 21.11.1990 № 300 та названо на честь видатного українського історика, мовознавця, вченого, орієнталіста, письменника і перекладача, поліглота, одного з організаторів Всеукраїнської академії наук Агатангела Юхимовича Кримського. Перше вручення відбулося у 1991 році за підсумками конкурсу 1990 року.
Починаючи з 2007 року, премію імені А. Ю. Кримського присуджує Відділення історії, філософії та права щотри роки.

## Лауреати премії
| Рік  | Тема                                                                                             | Лауреати                    | Коротко про лауреата |
| ---- | ------------------------------------------------------------------------------------------------ | --------------------------- | --- |
| 1990 | за цикл робіт з проблем сходознавства                                                            | Пріцак Омелян Йосипович     | іноземний член НАН України |
| 1994 | за цикл робіт «Арабська лексикографічна традиція», «Ранні арабські словники»                     | Рибалкін Валерій Сергійович | доктор філологічних наук, професор, завідувач відділв Близького та Середнього Сходу НАН України                                                            |
| 1995 | за монографію «Орієнталістика А. Кримського в українському літературному процесі початку ХХ ст.» | Грицик Людмила Василівна    | доктор філологічних наук, професор кафедри теорії літератури Інституту філології Київського національного університету імені Тараса Шевченка               |
| 1999 | за монографію «Яси і бродники в степах Східної Європи (VI — початок VIII ст.)»                   | Бубенко Олег Борисович      | кандидат історичних наук, старший науковий співробітник Інституту сходознавства ім. А. Ю. Кримського                                                       |
| 2001 | за цикл праць «Україна і Схід: проблеми етнічної історії та культурних взаємозв'язків»           | Айбабін Олександр Ілліч     | доктор історичних наук, керівник Кримського відділення Інституту сходознавства імені А. Ю. Кримського НАН України                                          |
| 2001 | за цикл праць «Україна і Схід: проблеми етнічної історії та культурних взаємозв'язків»           | Кочубей Юрій Миколайович    | кандидат філологічних наук, провідний науковий співробітник Інституту сходознавства ім. А. Ю. Кримського НАН України                                       |
| 2003 | за монографію «Юлиан Кулаковский»                                                                | Матвєєва Леся Василівна     | доктор історичних наук, професор, директор Інституту сходознавства імені А. Ю. Кримського НАН України                                                      |
| 2005 | за монографію «Вірменія і Україна»                                                               | Дашкевич Ярослав Романович  | доктор історичних наук, професор, завідувач кафедри сходознавства філологічного факультету Львівського національного університету ім. І. Франка            |
| 2009 | монографія «Сходознавчі установи в Україні (радянський період)»                                  | Циганкова Елла Григорівна   | кандидат історичних наук, старший науковий співробітник Інституту сходознавства ім. А. Ю. Кримського НАН України                                           |
| 2012 | цикл праць «Філософсько-релігійні та наукові традиції Сходу в європейській культурі»             | Кіктенко Віктор Олексійович | кандидат історичних наук, завідувач відділу Інституту сходознавства ім. А. Ю. Кримського НАН України                                                       |
| 2012 | цикл праць «Філософсько-релігійні та наукові традиції Сходу в європейській культурі»             | Огнєва Олена Дмитрівна      | кандидат історичних наук, старший науковий співробітник Інституту сходознавства ім. А. Ю. Кримського НАН України                                           |
| 2015 | за монографію «На шляху до Великої Монголії (панмонгольський рух у 1920–1930-ті роки)»           | Отрощенко Іванна Віталіївна | доктор історичних наук, провідний науковий співробітник відділу Азіатсько-Тихоокеанського регіону Інституту сходознавства ім. А. Ю. Кримського НАН України |
| 2018 | за монографію «Османсько-українське степове порубіжжя в османсько-турецьких джерелах XVIII ст.»  | Середа Олександр Григорович | кандидат історичних наук, науковий співробітник Інституту сходознавства ім. А. Ю. Кримського НАН України                                                   |